# Долина Валла-Валла
Долина Валла-Валла — це зареєстрований виноробний регіон в США, розташований у штаті Вашингтон і частково в північно-східній частині штату Орегон. Цей винний регіон повністю включено до більшого — Колумбійського виноробного регіону. 
Територія названа на честь племені людей Валла-Валла, які жили вздовж берегів річки Валла-Валладо її злиття з річкою Снейк і річкою Колумбія. Назва Валла-Валла означає «швидкий потік» або «багато води». Цей район також є сільськогосподарським виробником солодкої цибулі, пшениці та полуниці. Після виноробного регіону Якима, Валла-Валла займає друге місце з концентрації виноградників і виноробства в штаті Вашингтон.

## Географія і клімат
Ґрунти долини Валла-Валла складаються в основному з осаду мулу, відомого як лес, що забезпечує хороший дренаж для виноградних лоз. Область отримує мінімальну кількість опадів і, таким чином, залежить від подачі води для зрошення виноградників. 200-денний період вегетації характеризується спекотними днями і прохолодними ночами. Долині притаманні раптові зміни температури, коли холодне повітря спрямовується вниз від Голубих гір і потрапляє в долини річок Снейк і Колумбія. У цілому тут холодніше, ніж у прилеглому Колумбійському виноробному регіоні, температура в зимовий час може опускатися до −29 ° C(-20 ° F).
Південна частина долини Валла-Валла проходить в штаті Орегон і є одним з більш теплих виноробних регіонів в цьому штаті, після долини Бродяг. Сіра — головна виноградарська культура, яку там вирощують.

## Історія
Долина Валла-Валла стала однією із перших лідерів в галузі виноробної промисловості у Вашингтоні, коли місто Валла-Валла було засноване Компанією Гудзонової затоки як торговий пост у 1840 році. Французькі мисливці за хутром оселилися в невеликому містечку недалеко від міста, відомого як Френчтаун поблизу Лаудону і почали висаджувати виноград. Наприкінці 50-х рр. XIX ст., поселенець на ім'я А. Б. Робертс створив перший розплідник у Валла-Валла, ввозячи виноградні лози зокругу Чемпоегу (теп. Меріон), штату Орегон. У 1859 році населений пункт Валла-Валла отримав статус міста і золота лихоманка Айдахо в 1860 р. перетворила цей район на галасливий торговий центр. Коли золота лихоманка закінчилася, економіка держави сфокусувалася на Західному Вашингтоні та місті Сієтл, зменшуючи вплив Валли-Валли. У 1883 році Північна Тихоокеанська залізниця обійшла долину Валла-Валла в маршруті від Спокана до Сієтлу.
По суті, це відрізало Валлу-Валлу від зростаючих ринків на заході. У тому ж році сильні морози спустошили виноград в районі, і тому багато виноградарів-початківців відмовитися від своїх культур. Початок «сухого закону» в Сполучених Штатах на початку ХХ ст. позбавив цей регіон можливості залишитись виноробним.
Відродження виноробної промисловості у Валлі-Валлі сталось у 1970 році, коли у підвалах Леонеттів на 1 акрі (4000 м2) було знайдено Каберне Совіньйон і Рислінг. Виноробня поступово розширилася і досягла світового визнання, ставши згодом однією з найбільш затребуваних виноробень Вашингтона. Відкриття «Woodward Canyon Winery» в 1981 та «L'Ecole № 41» в 1983 році прославило цей район у виноробному світі, а також йому було надано статус зареєстрованого виноробного регіону США в 1984 році.
Каберне Совіньйон добре відомий і широко розповсюджений сорт винограду в цьому районі, а разом з ним Мерло, Сіра, Санджовезе і Каберне Фран.

## Вирощувані сорти
Станом на 2007 р. вирощувались:
- Каберне Совіньйон — 41% посівних площ
- Мерло — 26% посівних площ
- Сіра — 16% посівних площ
- Каберне Фран — 4% посівних площ
- Санджовезе — 2% від посівних площ
- Шардоне — 2% від посівних площ
- Віонье — 1% від посівних площ
- Інші червоні сортові (Барбера, Карменер, Кензо, Кунуаз, Дольчетто, Гренаш, Мальбек, Мурведр, Неббіоло, ПтіВердо, Піно Нуар, Темпранільо) — 7% посівних площ.